# Republikanizam
Republikanizam je politička ideologija koja propovijeda republiku kao društveno uređenje neke države, odnosno nužnost njenog uvođenja u državama koje su po svom uređenju monarhije.
Zagovornici republikanizma su u pravilu zagovornici socijalističkih, te nešto rjeđe liberalnih ideologija. Kao glavni argument u prilog ukidanja monarhije i uvođenja republike se navodi da je državni poglavar koji na položaj dolazi temeljem nasljednog prava nespojiv suvremenim idealima jednakosti svih građana, kao i da nasljedni državni poglavar za svoje postupke ne odgovara nikome, odnosno važniji mu je privatni od javnog interesa.

## Povijest Republikanizma
Republikanizam kao ideologija svoje korijene vuče iz antičke političke prakse utjelovljene u grčkim polisima kao što je Atena, odnosno Rimskoj Republici. Pojava evropskih gradova-država u srednjem vijeku mu daje novih zamah, da bi se u doba prosvjetiteljstva uobličila kao reakcija na pojavu apsolutnih monarhija čije je uređenje bilo u sve većem raskoraku s interesima građanstva i kapitalizma.
Republikanizam svoj najradikalniji oblik dobiva krajem 18. stoljeća, u vrijeme francuske revolucije kada postaje gotovo nerazdvojan od ideologije liberalizma. Međutim, s transformacijom dotadašnjih apsolutnih monarhija u ustavne, a kasnije i parlamentarne monarhije gdje monarsi imaju uglavnom simboličku ulogu, nestaje neposrednih političkih poticaja za republikanizam.
S druge strane, republikanizam počinju koristiti nove ideologije 19. stoljeća kao što su nacionalizam, a nešto kasnije i socijalizam, pogotovo njegova struja koja će u 20. vijeku biti poznata kao komunizam.

## Povezanost republikanizma s drugim političkim ideologijama
Socijalistički raspoloženi republikanci monarhiju smatraju nespojivim s idealima jednakosti, a komunisti u monarhiji vide simbol starog poretka, odnosno jezgru otpora diktaturi proletarijata, koja se zbog toga mora ukloniti.
Mnogi nacionalistički pokreti su postali republikanski jer bi se, po njihovom mišljenju, uklanjanjem nasljednog monarha s mjesta nacionalne države izbjegla svaka mogućnost da preko braka ili personalne unije ta država ostvari državnopravne veze s nekim drugima državama ili nadnacionalnim entitetima, a samim time i izgubi svoj suverenitet. To je, između ostaloga, razlog zašto izraz republikanizam danas služi kao sinonim za irski nacionalizam, kao što je nastojanje za kidanje svih državnopravnih veza s bivšom maticom državom - Velikom Britanijom - glavni sadržaj republikanskog pokreta u državama Commonwealtha kao što su Australija, Novi Zeland i Kanada.
Nasuprot republikanizmu se kao ideologija koja se zalaže za očuvanje ili ponovno uspostavljanje monarhije javlja rojalizam, odnosno monarhizam.
Izraz republikanac ili republikanski je, s druge strane, u mnogim državama izgubio dosta svog ideološkog značenja, za što su možda najbolji primjer SAD i tamošnja Republikanska stranka.

## Vanjske poveznice
- Freie Universität Berlin, Kontroversen zur politischen Ideengeschichte (student-online)
- Stanford